# Perthida
Perthida is een geslacht van vlinders van de familie witvlekmotten (Incurvariidae).

## Soorten
- P. aelurodes (Meyrick, 1893)
- P. epimochla (Meyrick, 1893)
- P. glyphopa Common, 1969
- P. incredibilis (Meyrick, 1920)
- P. microspora (Meyrick, 1893)
- P. monophthalma (Meyrick, 1893)
- P. nectarea (Meyrick, 1893)
- P. phauloptera (Meyrick, 1893)
- P. phoenicopa (Meyrick, 1893)
- P. spodina (Meyrick, 1893)
- P. tetraspila (Lower, 1905)
- P. vetula (Meyrick, 1893)